# Supermodel (modellismo)
Supermodel era un'azienda produttrice italiana, particolarmente apprezzata perché unica produttrice mondiale di riproduzioni in scala 1/72 di alcuni aerei storici e moderni italiani. Dopo un lungo periodo di assenza dal mercato a causa della morte del titolare Giorgio Radicchi, alcuni dei kits della Supermodel sono stati di nuovo prodotti in edizione limitata e distribuiti da Italeri, sempre con il marchio Supermodel (S.M.81), mentre altri stampi sono stati modificati parzialmente e distribuiti con il marchio Italeri (ad es. il C.R.D.A. Cant. Z.506, nel 2015).

## La storia
La Supermodel nacque nel 1972 da una scissione interna in Italaerei, (la ragione sociale cambiò nel 1984 per problemi di pronuncia da parte degli utenti anglofoni ed oggi è Italeri), a causa di insanabili dissidi sorti in precedenza fra i tre soci fondatori della stessa ditta bolognese, uno dei quali, Giorgio Radicchi, fondò con il socio Ing.Pasquino Gurioli sempre a Bologna la Supermodel e portò con sé alcuni stampi di kit realizzati e prodotti in precedenza, ovvero il FIAT G.55 uscito con il marchio Aliplast (marchio subito poi cambiato in Italaerei su invito del veneziano Giorgio Benvegnù titolare della Artiplast) nel 1968, i Reggiane Re.2000, 2001, 2002 usciti con il marchio Italaerei nel 1969, i due C.R.D.A.
Cant. Z. 1007 bis mono e bideriva che annunciati al Salone del Giocattolo di Milano nel 1972 da Italaerei, uscirono poi nel corso del 1972; sempre nel 1972 uscirono il FIAT G.55S, l'S.81 (primo kit totalmente Supermodel); nel 1974 uscì il CR.32 seguito dal C.202 e dal C.205 nel 1975; dopo un lungo periodo di stasi finalmente nel 1986 fu prodotto il C.R.D.A. Cant Z. 506 ed ancora dopo un altro decennale periodo di stasi nel 1996 la Supermodel realizzò i kits degli MB.326,326 K, 339, 339 P.A.N., 339 K. Le cover box dei modelli realizzati da Supermodel dal 1972 al 1975 erano disegnate dal maltese Richard J Caruana. La sede di produzione era sempre ubicata a Bologna ma fu solo nel 1986 che sul foglio istruzioni del Cant. Z. 506 apparve l'indicazione del recapito della ditta.
Nonostante la qualità dei kit di montaggio non fosse molto apprezzata, la Supermodel ottenne un discreto successo di mercato, nazionale e internazionale (negli U.S.A. era distribuita dalla Squadron), grazie al suo catalogo, in cui figuravano modelli in plastica iniettata di alcuni aerei storici italiani che non era possibile reperire presso alcun altro produttore di modelli in scala.

## Kit di montaggio prodotti

### Scala 1:72
- Fiat G.55
- Reggiane Re.2000
- Reggiane Re.2001
- Reggiane Re.2002
- CANT Z.1007 BIS MONODERIVA
- CANT Z.1007 BIS BIDERIVA
- Fiat G.55S CENTAURO SILURANTE
- Savoia-Marchetti S.M.81 PIPISTRELLO
- Fiat CR.32
- Macchi MC.202 FOLGORE
- Aermacchi MB-326E
- Aermacchi MB-326K
- Macchi C.205V VELTRO
- Aermacchi MB-339PAN
- CANT Z.506 AIRONE
- Blohm & Voss BV 138
- Aermacchi MB-339A
- Aermacchi MB-339K VELTRO II